# Olympische Sommerspiele 2008/Teilnehmer (Belgien)
| Gelbes Symbol für Goldmedaillen mit stilisierten Olympischen Ringen | Graues Symbol für Silbermedaillen mit stilisierten Olympischen Ringen | Braundes Symbol für Bronzemedaillen mit stilisierten Olympischen Ringen |
| ------------------------------------------------------------------- | --------------------------------------------------------------------- | ----------------------------------------------------------------------- |
| 2                                                                   | —                                                                     | —                                                                       |

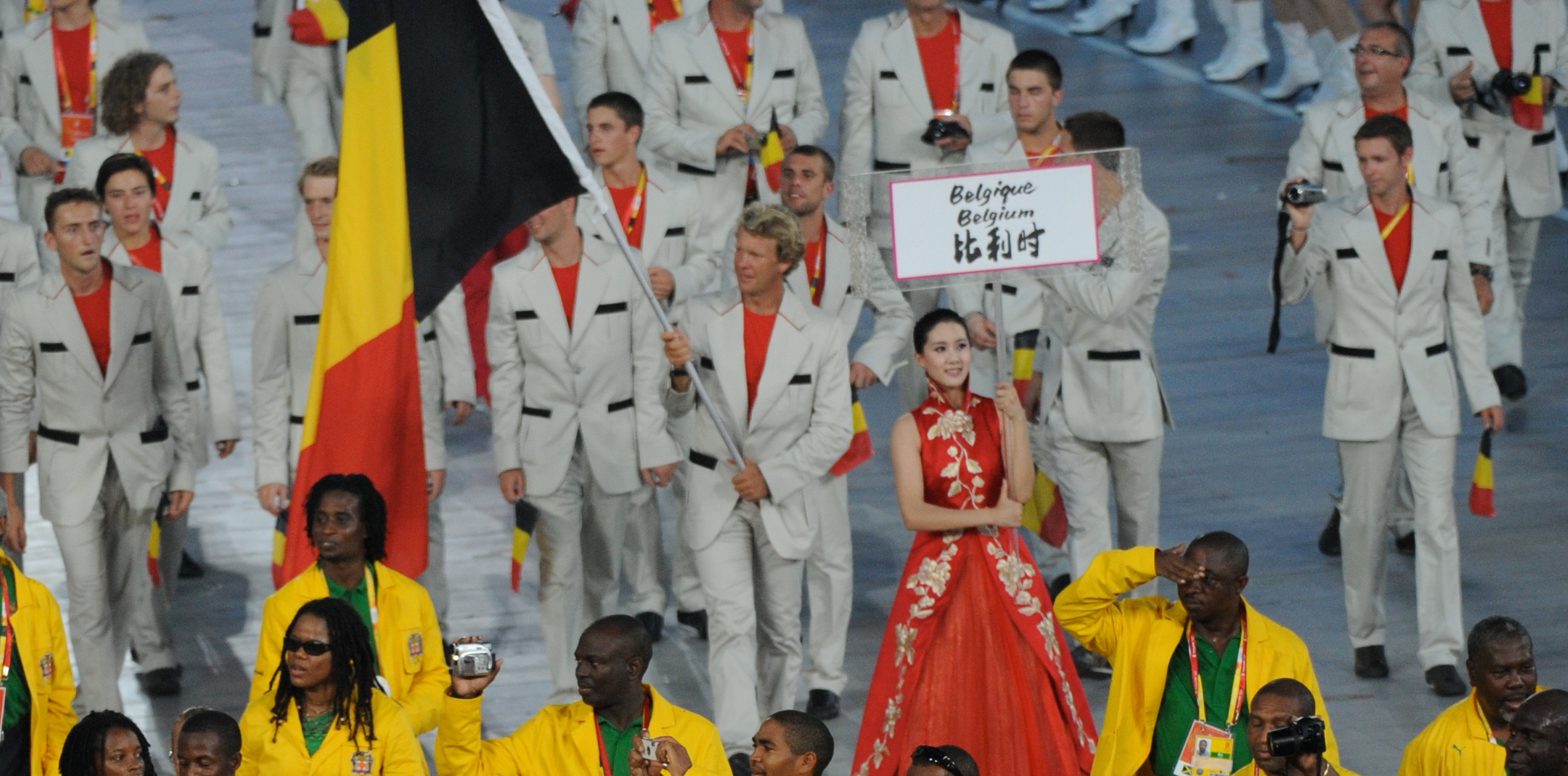
Das Team bei der Eröffnungsfeier

Belgien hat 2008 in Peking zum 24. Mal und mit 96 Athleten an den Olympischen Sportwettkämpfen teilgenommen.

## Fußball
Männer
- Tor

1 Logan Bailly
12 Yves Ma-Kalambay
22 Yves De Winter
- Abwehr

2 Sepp De Roover
3 Vincent Kompany
4 Thomas Vermaelen
5 Sébastien Pocognoli
13 Laurent Ciman
15 Jeroen Simaeys
- Mittelfeld

6 Marouane Fellaini
8 Faris Haroun
10 Jan Vertonghen
11 Maarten Martens
14 Landry Mulemo
16 Anthony Vanden Borre
19 Vadis Odjidja-Ofoe
- Sturm

7 Tom De Mul
9 Kevin Mirallas
17 Stijn De Smet
18 Mousa Dembélé
- Trainer

Jean-François De Sart
- Ergebnisse

Vorrunde
 Brasilien: 0:1
 Volksrepublik China: 2:0
 Neuseeland: 1:0
Viertelfinale
 Italien: 3:2
Halbfinale
 Nigeria: 1:4
Spiel um Bronze
 Brasilien: 0:3

## Gewichtheben
Männer:
- Tom Goegebuer (bis 56 kg)

## Hockey
Männer
- Tor

Cedric De Greve
David Van Rysselberghe
- Abwehr

Patrice Houssein
Gregory Gucassoff
Alexandre De Saedeleer
Thierry Renaer
Xavier Reckinger
Thomas Van Den Balck
- Mittelfeld

Philippe Goldberg
Félix Denayer
Maxime Luycx
John-John Dohmen
Loic Vandeweghe
- Sturm

Charles Vandeweghe
Cédric Charlier
Jerome Truyens
Jerome Dekeyser
Thomas Briels
- Ergebnisse

Vorrunde
 Spanien: 2:4
 Deutschland: 1:1
 Neuseeland: 2:4
 Südkorea: 1:3
 Volksrepublik China: 3:1
Spiel um Platz 9-10
 Kanada: 3:0

## Judo
Frauen:
- Ilse Heylen (bis 52 kg)
- Catherine Jacques (bis 70 kg)

Männer:
- Dirk Van Tichelt (bis 73 kg)

## Kanu
| Disziplin  | Männer                   | Frauen |
| ---------- | ------------------------ | ------ |
| K-2 1000 m | Kevin De Bont Bob Maesen |        |

## Leichtathletik
| Disziplin         | Männer                                                            | Frauen                                                  |
| ----------------- | ----------------------------------------------------------------- | ------------------------------------------------------- |
| 100 m             |                                                                   | Kim Gevaert                                             |
| 200 m             | Kristof Beyens                                                    | Kim Gevaert                                             |
| 400 m             | Jonathan Borlée Kevin Borlée Cédric Van Branteghem                |                                                         |
| 5000 m            | Monder Rizki                                                      |                                                         |
| 10.000 m          |                                                                   | Nathalie De Vos                                         |
| 3000 m Hindernis  | Pieter Desmet                                                     | Veerle Dejaeghere                                       |
| 4 × 100 m (Gold ) |                                                                   | Olivia Borlée Kim Gevaert Hanna Mariën Élodie Ouédraogo |
| 4 × 400 m         | Kristof Beyens Jonathan Borlée Kevin Borlée Cédric Van Branteghem |                                                         |
| Hochsprung        |                                                                   | Tia Hellebaut (Gold )                                   |
| Stabhochsprung    | Kevin Rans                                                        |                                                         |
| Zehnkampf         | Hans Van Alphen Frédéric Xhonneux                                 |                                                         |

Am 17. August 2016 wurde den russischen Läuferinnen Julia Schermoschanskaja, Jewgenia Poljakowa, Alexandra Fedoriwa und Julia Guschtschina die Goldmedaille in der 4 × 100-Meter-Staffel wegen Dopings aberkannt. Die Medaillen von Belgien (jetzt Gold), Nigeria (jetzt Silber) und Brasilien (jetzt Bronze) wurden daraufhin aufrückend angepasst.

## Radsport
| Disziplin      | Männer                                                                               | Frauen           |
| -------------- | ------------------------------------------------------------------------------------ | ---------------- |
| Mountainbiking | Filip Meirhaeghe Sven Nys Roel Paulissen                                             |                  |
| Straße         | Mario Aerts Christophe Brandt Maxime Monfort Jurgen Van Den Broeck Johan Vansummeren | Lieselot Decroix |
| Zeitfahren     | Iljo Keisse Kenny De Ketele                                                          |                  |

## Reiten
Frauen:
- Karin Donckers

Männer:
- Joris Van Springel

## Rudern
Männer:
- Bart Poelvoorde
- Christophe Raes

## Schwimmen
Männer:
- Glenn Surgeloose
- Mathieu Fonteyn
- Yoris Grandjean
- François Heersbrandt
- Tom Vangeneugden

Frauen:
- Elise Matthysen

## Segeln
Frauen:
- Evi Van Acker
- Carolijn Brouwer

Männer:
- Sébastien Godefroid

## Tennis
Männer:
- Olivier Rochus (Einzel und Doppel)
- Steve Darcis (Einzel und Doppel)

## Tischtennis
Männer:
- Jean-Michel Saive

## Triathlon
Männer:
- Peter Croes
- Axel Zeebroek

## Volleyball

### Beachvolleyball
Frauen:
- Liesbet Van Breedam/Liesbeth Mouha